# Лемеш, Вадим Вячеславович
Вадим Вячеславович Лемеш (24 августа 1987, Новосибирск — 6 августа 2022, Марьинка, Донецкая область) — российский военный, майор, участник вторжения России в Украину. Герой Российской Федерации (2023, посмертно).

## Биография
Родился в Новосибирске. Окончил Новосибирское высшее военное командное училище.
Являлся кадровым офицером, на протяжении карьеры возглавлял разведывательный и стрелковые взводы, стрелковую роту и 2-й батальон 102-го мотострелкового полка, имел воинское звание майора.
Проходил службу в Северо-Кавказском и Южном военных округах, а в 2020 году принимал участие в военной операции России в Сирии. Во время службы в ЮВО занимался огневой подготовкой солдат.
В 2022 году участвовал во вторжении России на Украину, в том числе в захвате Мариуполя, боях за Камышеваху, боях за Попасную и боях за Марьинку. Погиб 6 августа 2022 года в ходе артиллерийского обстрела.
Состоял в браке, имел детей; семья проживала в Майкопе.

## Награды
- Орден Мужества[1].
- Медаль «За отвагу»[1].
- Звание «Герой Российской Федерации» с вручением медали «Золотая Звезда»[1] — закрытый указ, 2023.

## Семья
Вадим Лемеш был женат, воспитывал двух сыновей — Владимира и Максима. Супруга Елена и дети офицера живут в Майкопе, мать и брат — проживают в Новосибирске.

## Память
- 9 декабря 2024 года в День Героев Отечества, состоялось торжественное открытие памятника Герою России Вадиму Лемешу[3].
- Подвиг героя планируют увековечить на аллее Славы Новосибирского высшего командного училища